# Економіка СРСР
Еконо́міка Сою́зу Радя́нських Соціалісти́чних Респу́блік (СРСР) була заснована на системі державної власності засобів виробництва, колективному господарстві, промисловому виробництві та централізованому адміністративному плануванні. Економіка характеризувалася державним контролем за інвестиціями, державною власністю на промислові активи та протягом останніх 20 років існування СРСР повсюдною корупцією й соціально-економічною стагнацією.
Комплекс вимог сучасної економіки, негнучка політика адміністрації, централізоване планування, корупція та численні махінації стали звичайною практикою серед бюрократії, повідомомляти про виконані — часто завищені — цільові показники і квоти, тим самим закріпитися на кризу. Тим не менш, від сталінської епохи на початку брежнєвської епохи, радянська економіка росла так швидко, як економіка Японії, та значно швидше, ніж в Сполучених Штатах.

## Загальна характеристика
Індустрія СРСР від початку ґрунтувалася на двох основних пороках. Перший — це непомірно висока частка військового виробництва в загальному обсязі виробництва. Другий — це будівництво заради будівництва, виробництво заради нього самого, тобто насправді — заради певних партійних працівників (або груп працівників), які робили кар'єру, отримували владу і гроші на різних «ініціативах» в області створення все нових заводів і фабрик, а також — божевільних проектів, на кшталт «повороту північних річок». Останнє робило радянську економіку жахливо безглуздою спорудою, що працює не для людей, не для ринку товарів, а в значній мірі — тільки на себе, та й то вкрай погано через централізовану «планову» або «командно-адміністративну» систему управління. Залучаючи величезні маси робітників, ця конструкція в разі розвалу прирікала їх на безробіття таких грандіозних масштабів, яких не знала жодна країна світу!
Кредитна реформа (січень 1930 р.) і реорганізація в.1932 р. управління промисловістю (ліквідація ВРНГ й системи раднаргоспів і створення загальносоюзних промислових наркоматів), спрямовані на якнайсуворішу централізацію управління економікою, завершили в основному перехід від переважно економічних методів управління народним господарством, характерних для непу, до переважно адміністративно-командних, що базувалися не на матеріальній заінтересованості, а на адміністративному наказі, тобто на примусі.
На відносно невеликий сектор послуг СРСР припадало трохи менше 60 % ВВП країни в 1990 р., а в промисловому і сільськогосподарському секторах — 21,9 % і 20 % відповідно в 1991 р. Сільське господарство було переважним заняттям в СРСР до масової індустріалізації за Йосипа Сталіна. Сектор послуг був низької важливості в СРСР, причому більшість робочої сили було зайнято в промисловому секторі. Робоча сила становила 152 300 000 чоловік. До переліку великих промислових товарів СРСР можна віднести нафту, сталь, автомобілі, аерокосмічну, телекомунікаційну, хімічну, електронну, харчову, лісову, оборонну промисловості.
Як відомо, свого часу становлення і розвиток двох світових систем — капіталізму і соціалізму — в процесі внутрішньосистемної регіональної інтеграції пройшло цілий ряд етапів і стадій, перш ніж набуло остаточний, більш-менш завершений вигляд багато років по тому. В результаті соціалістична інтеграція досягла найбільшою мірою в СРСР (1 / 6 частина земної суші) — з прозорими адміністративними кордонами союзних і автономних республік, з єдиним центральним державним банком і грошово -кредитною системою, жорсткою спеціалізацією і кооперацією господарських суб'єктів, п'ятирічними планами, при гегемонії Комуністичної партії. Далі, за зменшенням ступеня інтеграції слідували країни Варшавського договору і Ради Економічної Взаємодопомоги (РЕВ), пов'язані в єдиний економічний і військово-політичний блок соціалістичних країн Центральної та Східної Європи. Декомпозиція СРСР позначилася глибокою системною кризою, розривом єдиного народногосподарського механізму по усіх республіках більшою чи меншою мірою.

## Перед-СРСР-івська економіка
Дореволюційна Росія за обсягом валової продукції займала 5 місце у світі, а її частка у світовому промисловому виробництві становила тільки 2,6 %.

## З часу утворення СРСР
Курс на індустріалізацію країни, проголошений XIV партз'їздом (грудень 1925 р.), почав проводитися вже в умовах непу і одразу ж дав швидке зростання виробництва промислової продукції.

## Народогосподарські плани
Див. ще: П'ятирічка, планове господарство, Держплан
З 1928 по 1991 рік весь економічний курс орієнтувався на ряд п'ятирічок. Протягом 40 років країна перетворилася з переважно аграрного суспільства в одного з трьох найбільших у світі виробників важкої промисловості та озброєнь. Тим не менш, СРСР відставав зрештою в промисловому виробництві та споживчих товарів тривалого користування через нездатність Держплану, комітету економічного планування, прогнозувати попит на такі продукти.

## Бюрократія
Замість шести промислових наркоматів, що існували в 1939 р., у наступному, 1940 р., їх вже налічувалося 23. Відповідно збільшувався апарат управління при значному скороченні кількості підвідомчих наркоматам заводів і фабрик.

## Перша п'ятирічка
Перша п'ятирічка була призначена на 1928–1932
До початку першої п'ятирічки було перевершено рівень дореволюційної Росії з усіх галузей виробництва, крім виплавки чавуну.
Німецький експорт в СРСР стимулював відновлення німецької важкої промисловості. У 1931 р. Берлін надав СРСР довгостроковий кредит в 300 млн марок для фінансування імпорту з Німеччини. Частка Німеччини в імпорті Радянського Союзу зросла з 23,7 % у 1930 р. до 46,5 % в 1932 р. У 1931—1932 рр.. СРСР займав перше місце у німецькому експорті машин (у 1932 р. 43 % всіх експортованих німецьких машин були продані в СРСР). Прихід до влади в Німеччині фашистів і їх активна підготовка до війни надали радянській зовнішній політиці з середини 1930-х років антинімецьку спрямованість і економічне співробітництво згортається.
У жовтні 1929 р. відновлюються дипломатичні відносини з Англією. У 1929—1932 рр.. Радянський Союз і Велика Британія здійснювали активні дипломатичні контакти і успішно розвивали зовнішньоекономічні зв'язки. У 1929—1930 рр.., Наприклад, СРСР придбав близько 70 % експортованих Англією верстатів. У березні 1933 р. у зв'язку з арештом в СРСР ряду англійських фахівців, звинувачених у «шкідництві», Лондон вводить ембарго на ввезення у Велику Британію радянських товарів. Після звільнення англійських фахівців, відшкодування їм матеріального збитку і виїзду їх з країни конфлікт було залагоджено і ембарго скасовано.
У 1930—1931 рр.. різко загострюються радянсько-французькі відносини. Французьке уряд звинуватив СРСР у втручанні у внутрішні справи країни і фінансуванні підривної комуністичної діяльності. Стверджувалося, що Москва використовує офіційні представництва для передачі коштів та інструкцій комуністам. Паризькі власті заарештували в 1930 р. майно радянського торгпредства, а уряд ввів обмеження на імпорт радянських товарів. Наприкінці 1931 р. відносини починають поліпшуватися.
До початку 1930-х років США залишалися єдиною великою державою, що не визнала СРСР, так як вимагала як попередню умову виплати всіх боргів і відшкодування збитку американським підприємцям, який був їм завдано в результаті післяреволюційної експропріації. У той же час з кінця 1920-х рр. радянсько-американська торгівля продовжувала розвиватися. У 1930 р. Радянський Союз зайняв друге, а в 1931 р. — перше місце в імпорті машин і устаткування із США. Звинувативши Москву у втручанні у внутрішні справи, Вашингтон вводить влітку 1930 р. дискримінаційні заходи проти радянського експорту. Це призвело до того, що Радянський Союз змушений був у 1932 р. скоротити імпорт із США, який відразу зменшився більш ніж у 8 разів.
У обстановці світової економічної кризи (1929—1933 рр.) задля збереження валютних надходжень уряд СРСР збільшив експорт своїх товарів, знизивши до мінімуму їх ціну. Зовнішньоторговельна політика СРСР викликала в 1930—1932 рр. роках різкий протест у багатьох країнах, які звинувачували Радянський Союз демпінгу, тобто вивезенні на світовий ринок товарів за ціною нижчою їх собівартості. На думку експертів, ця політика забезпечувалася масовим застосуванням примусової праці у СРСР і вона призвела до економічної кризи в ряді країн. У 1930 р. США, уражені кризою найбільше, стали ініціатором економічної блокади СРСР. Вони заборонили ввезення радянських товарів, стали затримувати радянські вантажі. До блокади приєдналися Франція, Бельгія, Румунія, Югославія, Угорщина, Польща, і навіть Англія, попри небажання лейбористського уряду загострювати відносини із Москвою. Із великих країн лише Німеччина не приєдналася до бойкоту. Вона, навпаки, різко збільшила товарообмін з СРСР, ставши головним торговим партнером. Одночасно Франція виступило з ініціативою «об'єднання Європи» проти СРСР (план «пан-Європа»), тобто створення антирадянського блоку європейських держав. Оскільки Ліга Націй не підтримала цю ініціативу, французький уряд вирішив підштовхнути Польщу, Румунію і прибалтійські держави до тиску на СРСР. У ці країни зросло постачання французької зброї. Іншою причиною посилення ворожості до Радянського Союзу став початок суцільної колективізації, що супроводжувалась закриттям Церков та посиланнями селян, переважно християн.
У 1933—1935 рр. дипломатичні відносини було також встановлено з Іспанською республікою, Румунією, Чехословаччиною, Болгарією та іншими країнами. На середину 1930-х Радянський Союз встановив дипломатичні відносини із більшістю країн світу.

## Друга п'ятирічка
Питома вага імпорту машин і обладнання для використання у народному господарстві становила напередодні першої світової війни 43,6 %, а в 1937 р. — 0,9 %.
За роки другої п'ятирічки СРСР, по суті, припинила ввезення сільськогосподарських машин і тракторів, покупка яких за кордоном у попередню п'ятирічку обійшлася в 1150 млн руб. Стільки ж коштів було тоді витрачено і на бавовну, тепер також знятий з імпорту. Витрати на придбання чорних металів з 1,4 млрд руб. в першій п'ятирічці скоротилися в 1937 р до 88 млн руб. У 1936 р питома вага імпортної продукції в загальному споживанні країни знизився до 1–0,7 %. Торговий баланс СРСР під кінець другої п'ятирічки став активним і приніс прибуток.
До кінця другої п'ятирічки за обсягом валової продукції СРСР вийшов на перше місце в Європі і друге — у світі, а питома вага промислової продукції країни становила майже 10 % світової.

## Третя п'ятирічка
Третя п'ятирічка: 1938-42.
Завдання третьої п'ятирічки промисловість не виконала. Більше того, незважаючи на значне збільшення робочого часу й посилення відповідальності за порушення, у 1940 р. промислові підприємства працювали ще гірше, ніж на початку п'ятирічки..

## Четверта п'ятирічка
Четверта П.: 1946—1950 була затверджена 1946 спеціальними законами сесій верховних рад СРСР і УРСР.

## П'ята п'ятирічка
П'ята П.: 1951-55.

## Шоста п'ятирічка
Шоста П.: 1956-60.
Перший варіант цієї П. схвалив на початку 1956 XX з'їзд КПРС, але вже у грудні того р. ЦК КПРС затвердив нові «контрольні числа» на П., а від 1957 Верховні ради СРСР і УРСР почали регулярно схвалювати щорічні плани, як закони.

## Семирічка на 1959—1965
Семирічка на 1959-65. Цей план проектовано, з одного боку, за новим територіальним принципом, а з другого — задумано як частину 20-річного плану побудови «фундаменту комунізму» (за програмою КПРС, схваленою 1961, СРСР мав би перегнати Америку за продукцією на душу населення 1970).

## Восьма п'ятирічка
Восьма П.: 1966-70.

## Дев'ята п'ятирічка
Дев'ята П.: 1971-75.

## Десята п'ятирічка
1976–1980;
Була присвячена «ефективності і якості», але все ж таки домінувала важка промисловість.

## Одинадцята п'ятирічка
XXVII з'їзд КПРС визначив найважливішою загальнопартійної, загальнодержавної завданням на 11-ю п'ятирічку надати розвитку країни ще більшого динамізму за рахунок ефективнішого використання виробничих фондів, їх подальшого розвитку і оновлення, впровадження передових технологій та досягнень науково-технічного прогресу, особливо у важкій промисловості.
Завдання XI п'ятирічки (1981—1985 рр.) не було виконано за жодним показником.

## Дванадцята п'ятирічка
1986–1990;
Виявилася безплідною і, значно випереджаючи всі попередні з марнотратства заради темпів прискорення, з тріском провалилася на півдорозі. Аж до 1988 р. ставилось завдання створення планово-ринкової системи, у якій ринок розглядався як допоміжна торгово-комерційна «прибудова» до планової економіки. Однак з цього нічого не вийшло.

## Тринадцята п'ятирічка
1991 — 1995.

## Економіка СРСР за секторами

### Сільське господарство СРСР, аграрний сектор
Обов'язкові поставки державі сільськогосподарських продуктів від колгоспів і одноосібних селянських господарств, впроваджені в 1933. Обов'язковість виконання планів державних поставок сільгосппродуктів, що, як правило, не мали верхньої межі, стала непорушним законом взаємовідносин між колгоспом та державою.
Див. ще: розкуркулювання, кооперація в СРСР (непівська), цілина, хлібозаготівля, Великий Голод, Чорнозем'я та Нечорнозем'я, споживкооперація, трудодень

### Індустрія
Див. ще: ударник, ударна будова

### Сфера обміну, ринок
Як у теорії, так і на практиці соціалізмом повністю виключалися зі сфери товарного виробництва засоби виробництва. Внаслідок цього слабкий розвиток цих відносин був характерною рисою радянського суспільства протягом багатьох років. Обмін здійснювався, але переважно не у формі товарів, а шляхом прямого продуктообміну (натуральне господарство). Продуктообмін стосувався не тільки засобів виробництва, а й значною мірою предметів споживання та оплати праці.

### Ринок праці, безробіття, трудова етика
Навесні 1928 р., коли в народному господарстві працювало близько 12 млн робітників і службовців, на біржах праці було зареєстровано майже 1,6 млн безробітних. Навесні наступного року їх кількість зросла до 1,7 млн чол. Однак з осені 1929 р. настав перелом — тоді вже налічувалося 1,2 млн безробітних, а навесні 1930 р. — 0,2 м лн.18 Наступного року безробіття в СРСР уже не було.

### Соціальна сфера
Переважна більшість колгоспників, а вони становили майже половину трудящих у той період, не мала щорічних відпусток; вони не одержували ніяких виплат під час хвороби; як правило, не користувалися безплатними чи пільговими путівками; жінки не мали оплачуваних відпусток у разі вагітності і пологів. Колгоспники не одержували пенсій.

## Місце СРСР у світовій економіці
За офіційними даними на 1938, зовнішньоторговельний оборот СРСР становив лише 0,5 млрд руб. (нижче рівня позик за передплатою у радянського населення).
На початку 70-х рр. в результаті світової сировинної та енергетичної кризи ціни на західних ринках на енергоносії зросли в середньому в 20 разів. Як наслідок, збільшився оборот зовнішньої торгівлі, обсяг якого до середини 80-х рр. досяг 25 % в національному доході, або 12-15 % ВНП, що було порівняно з аналогічними показниками для великих індустріальних країн . Частка СРСР у світовій торгівлі підвищилася з 4 % в 1970 р. до 5 % до середини 80-х рр. Разом з тим зовнішня торгівля країни набувала яскраво виражений «колоніальний» характер. Доходи від реалізації нафти і нафтопродуктів в ці роки за найскромнішими підрахунками склали 176 млрд інвалютних рублів.

## Перебудова
Після того, як до влади прийшов Михайло Горбачов продовжилася тенденція лібералізації економіки та її перехід до ринкової соціалістичної економіки. Всі ці фактори внесли свій вклад в остаточний розпад Радянського Союзу в 1991 р. Застій був викликаний поганим керуванням при Леоніді Брежнєві та неефективностю в плановій економіці. Коли саме почалася стагнація, є предметом дискусій, але, як правило, більш-менш точна дата — наприкінці 1960 — на початку 1970-х рр.